# Leonard Trelawny Hobhouse
Pour les articles homonymes, voir Trelawny et Hobhouse.
Leonard Trelawny Hobhouse, né le 8 septembre 1864 à St Ive (Cornouailles) et mort à Alençon le 21 juin 1929, est un sociologue libéral britannique, un des théoriciens du libéralisme moderne.
Universitaire et journaliste, Hobhouse a été le premier professeur de sociologie à être recruté par une université britannique.
Sa conception de la sociologie s’inspire de sa connaissance des divers domaines tels que la philosophie, la psychologie, la biologie, l’anthropologie, l'histoire de la religion, l’éthique et le droit. Hobhouse est avec John Atkinson Hobson un des fondateurs du Nouveau libéralisme. Ce faisant, il a fourni la justification théorique à une certaine redistribution permise par les nouvelles pensions d’état en distinguant la propriété tenue « pour l’usage » de la propriété tenue « pour le pouvoir ». Son œuvre présente également une vision positive du libéralisme dans laquelle le but de la liberté est de permettre à des individus de se développer, et non seulement parce que cette liberté est bonne en soi. À cet égard, Hobhouse diffère de J. S. Mill, qui considérait la non-intervention de l’État et de la société comme bonne en soi. Hobhouse, en revanche, indiquait que la coercition devrait être évitée, non pas par manque de respect pour le bien-être d’autrui, mais parce que la coercition est inefficace à améliorer son sort.

## Présentation

### Biographie
Hobhouse  est le fils d'un pasteur anglican et de Caroline Trelawny. Sa sœur, Emily Hobhouse est une militante progressiste.
Après des études à l’internat de Marlborough College, il intègre le Corpus Christi College d’Oxford, où il obtient un diplôme de première classe  dans l'étude des Grands (les grands auteurs anciens), puis il décroche un prix de fellow du Merton College d’Oxford (1887) avant de devenir fellow à Corpus Christi (1894). Il épouse Nora Hadween en 1891.
Durant cette période, il est sensible aux plaintes du mouvement ouvrier et se montre collectiviste au sens de ce mot à l'époque, c'est-à-dire critique envers l'individualisme auquel il reproche sur le plan philosophique, d'ignorer « le lien moral intime entre l'individu et la société et de fixer, au niveau politique, des limites étroites aux actions de l'État ».
Se sentant un peu à l'étroit dans sa carrière universitaire, il exerce, entre 1897 et 1907, le métier de journaliste, d'abord au Manchester Guardian puis à The Tribune. En 1897, il quitte Oxford pour Manchester et, en 1902 Manchester pour Londres où il sera, entre 1903 et 1905, secrétaire d'une ligue antiprotectionniste la Free Trade Union (les libéraux et l'Angleterre en général sont alors profondément divisés entre ceux qui veulent poursuivre la tradition du libre-échange et ceux qui veulent se tourner vers la protectionnisme). Il est contre la notion d'Empire tout comme John Atkinson Hobson qu'il a envoyé enquêter en Afrique du Sud  durant la guerre des Boers. Son opposition  à l'impérialisme est double : d'un point de vue conjoncturel, l'idée impériale empêche les politiques de traiter la question sociale (sur ce point il s'oppose à la Fabian Society qui a d'autres vues), sur le fond, l'impérialisme est opposé à l'idée de libre-échange et implique une forte action de l'État.
En 1905, dans Democracy and Reaction, il soutient que la lutte principale se situe entre la démocratie et la réaction et dans cette perspective, il a la  volonté de réconcilier les deux branches du progressisme à savoir le libéralisme et le socialisme. Toutefois, il ne place pas ces deux branches sur le même plan car, il considère que le libéralisme est un mouvement plus fort aux racines historiques plus profondes que le socialisme.
En 1907, il revient à l'université et est nommé à la chaire de sociologie qui vient d'être créée à l'université de Londres. Il occupera cette chaire jusqu'à sa mort en 1929, non sans avoir été élu en 1925 à la British Academy.
Après la guerre de 1914, il sera attiré par le parti travailliste mais, comme John Atkinson Hobson, il ne sera jamais à l'aise dans une organisation étroitement liée aux syndicats et comprenant des socialistes doctrinaires « d'une certaine façon, Hobhouse s’est retrouvé comme un théoricien sans demeure propre, un réformateur du libéralisme dans un temps où les chances du libéralisme étaient sur le déclin. »
Atteint par la gangrène et la phlébite pendant ses cinq dernières années, il se rendait, chaque été, en France pour un traitement médical. N’ayant pas de raison particulière de s'alarmer lors de sa traversée annuelle en 1929, cette fois-là, il est cependant soudainement tombé malade, avant de mourir.

### Les influences
Hobhouse a été influencé à la fois par John Stuart Mill dont il apprécie la volonté d'appliquer des méthodes rationnelles en matière de justice sociale et par Thomas Hill Green auquel il reprend la notion de bien commun, d'interaction entre l'individu et la société ainsi que la conception de la liberté comme pouvoir de s'assumer pleinement. Du point de vue sociologique, il reprend à Auguste Comte sa vision de la sociologie comme science positive et à Herbert Spencer l'idée d'évolution. Enfin, il a aussi subi l'influence d'Arnold Toynbee.
Il a profondément influencé le Nouveau libéralisme.

## L'œuvre

### Le libéralisme selon Hobhouse
C'est dans Liberalism un livre paru en 1911 que Hobhouse présente sa vision du libéralisme. Ce livre a été écrit à la demande des éditeurs de la Home University Library of Modern Konowledge qui a également demandé à Ramsay Mac Donald d'écrire un ouvrage sur le socialisme, ce sera The Socialist Movement (1911), et à Hugh Cecil un sur le conservatisme qui sera publié sous le titre de Conservatism (1912). Bien que Liberalism ne soit pas l'ouvrage le plus « académique » de Hobhouse, celui-ci demeure son ouvrage le plus marquant. Une des questions majeures qui sous-tend l'ouvrage est de savoir si le libéralisme, qui a été une force de contestation et de démolition, est désormais capable de construire et de proposer des solutions

#### Portée et éléments du libéralisme
Pour lui le libéralisme est tout d'abord « coexistant à la vie. Il est concerné par l'individu, la famille et l'État. Il touche l'industrie, la loi, la religion et l'éthique… Le libéralisme est un élément qui pénètre (all-penetrating element) toute la structure vitale (life-structure) du monde moderne ». Le libéralisme est également « une force historique » de progrès et « un mouvement de libération, de déblaiement des obstacles, d'ouvertures de canaux au flot d'une activité vitale libre et spontanée (free spontaneous vital activity) ». Enfin, pour lui, c'est un mouvement qui lie liberté et égalité.
Par rapport aux autres formes de libéralisme, chez Hobhouse et dans le social-libéralisme en général, ce qui compte, c'est la personnalité, c'est-à-dire l'ensemble des facettes de la personne et pas seulement ou principalement l'homo œconomicus. Il note à ce propos : « le libéralisme est la croyance qu'une société peut être fondée de façon sure sur le pouvoir de la personne à se diriger elle-même, c'est seulement sur cette base qu'une vraie communauté peut être construite. »
La façon très large dont il pense le libéralisme, l'amène à mettre en avant au chapitre II, neuf points principaux du libéralisme.
1. La liberté civile qui pour lui se conjugue avec l'existence des lois qui empêchent l'oppression[13].
2. La liberté fiscale c'est-à-dire le droit d'avoir son mot à dire sur les impôts. Il note que la liberté fiscale depuis le XVIIe siècle a été vue comme impliquant la liberté politique[14].
3. La liberté personnelle. C'est-à-dire la liberté de penser, de s'exprimer et la liberté de pratiquer une religion dans la mesure où cela ne porte pas atteinte aux autres et à l'ordre public[15].
4. La liberté sociale c'est-à-dire le refus d'une organisation hiérarchisée de la société comme l'était l'Ancien Régime avec ses ordres et ses corporations. Il n'assimile pas le syndicalisme au corporatisme dans la mesure où on peut en devenir librement membre et qu'il n'est pas héréditaire[16]. Par ailleurs il est pour une « route ouverte aux femmes » comme il y a eu une « route ouverte aux talents[16] ».
5. Liberté économique. Au niveau international il est pour le libre-échange. Par contre, et ce point est important dans le social-libéralisme la liberté économique se conjugue avec la liberté d'association, et notamment de se syndiquer. Il s'agit là d'un point central de son libéralisme pour qui la liberté ne peut se décliner qu'entre personnes ou organisations de forces similaires. Reprenant Thomas Hill Green, il est contre la liberté des contrats quand il y a entre les signataires des asymétries si profondes qu'il ne peut y avoir libre assentiment[17].
6. Liberté domestique. Pour lui, la famille ne doit plus être fondée sur le principe d'autorité et des limites doivent être portées au pouvoir des maris. La famille selon lui doit suivre ce qui s'est fait au niveau des États qui sont passés d'une société hiérarchisée à une société davantage fondée sur l'égalité[18].
7. La liberté locale, raciale et nationale. C'étaient déjà des questions importantes de son temps et son attitude est de favoriser l'autonomie tout en sachant que ce sont des sujets complexes.
8. La liberté internationale. Il s'agit pour lui d'éviter notamment le militarisme.
9. Liberté politique et souveraineté populaire. Il reviendra sur ce point quand il abordera la question de l'État.

#### L'évolution des théories libérales
Pour Hobhouse « les grands changements ne sont pas provoqués par les idées seules ; mais ils ne sont pas réalisés sans idées ». Pour lui, les philosophies sont importantes à deux titres. D'une part parce qu'il faut nourrir l'âme humaine (« les philosophies qui demeurent sans effet et académiques sont celles formées par une réflexion abstraite sans relation avec l'âme assoiffée du genre humain »), d'autre part, parce qu'elles provoquent parmi leurs adhérents une direction et unifient leurs efforts
Cette idée de lien entre la pensée et le changement sous-tend son analyse de l'évolution du libéralisme. Pour lui, les semences du libéralisme se trouvent dans les cités grecques et dans Rome, pas dans les empires et, notamment pas, dans l'Empire romain qu'il voit comme une vaste machinerie bureaucratique reposant sur le pouvoir de l'armée. Par la suite, le système féodal puis les États modernes mercantilistes n'ont pas été libéraux. C'est d'ailleurs contre l'État autoritaire que s'est construit le libéralisme. Pour lutter contre l'autoritarisme d'État qui reposait sur « une sanction surnaturelle et une ordonnance divine », le libéralisme a été obligé d'élaborer une théorie dont la problématique se situait au même niveau. C'est ainsi qu'a été élaborée « la supposée harmonie de l'ordre naturel » et, que, d'une certaine façon, la société politique formée à travers la convention et les théories du contrat social de Locke et de Rousseau a été placée  un degré en dessous. Dans la théorie contractualiste, l'individu donne ses droits naturels à l'État et en reçoit des droits civils « quelque chose moins complet, peut-être, mais plus effectif car reposant sur la garantie du pouvoir collectif ». Cette façon de concevoir la relation de l'État et des individus fut reprise, selon lui, par l'école de Manchester et par de nombreux utilitaristes
L'utilitarisme est, selon lui, la seconde théorie libérale. Pour Bentham, les droits de l'homme sont pour beaucoup une idée fausse d'inspiration anarchiste. Bentham met en avant qu'ils ne permettent pas de trancher entre des revendications différentes qui seraient basées sur eux. Il va donc y substituer la participation au bien commun par l'intermédiaire du principe du plus grand bonheur « consistant positivement dans la présence du plaisir, négativement dans l'absence de peine ». Selon lui, si chez Bentham, les hommes sont fondamentalement égaux, malgré tout, le principe du plus grand bonheur peut conduire à la tyrannie de la majorité que redoutait également John Stuart Mill. Selon Hobhouse, l'utilitarisme repose sur des hypothèses contestables : il suppose que les hommes soient guidés par leurs intérêts (pour Hobhouse, les hommes ne sont ni si intelligents ni si égoïstes que Bentham le croit), il établit un lien simpliste entre l'intérêt de l'homme et le bien-être de la société. Il perçoit chez Bentham un certain autoritarisme paternaliste tempéré, d'une part par sa méfiance vis-à-vis du gouvernement qu'il voyait dominé par des intérêts hostiles au bien public et, d'autre part par la volonté d'éduquer. Sur ce point Hobhouse remarque que par le biais de l'éducation, il était possible de rendre l'homme plus rationnel et plus sensible au bien commun et donc de pallier au moins en partie la faiblesse des hypothèses.
Entre ces théories et le Nouveau libéralisme, il place des théories ou des hommes qui vont servir d'intermédiaires. Tout d'abord, il présente l'école de Manchester de Richard Cobden qui a eu le mérite de promouvoir le libre-échange et de lutter contre les tensions guerrières et le militarisme. Mais, socialement, elle est restée, selon lui, un peu trop en retrait. William Ewart Gladstone, le grand homme politique libéral anglais de la seconde moitié du XIXe siècle est demeuré dans la mouvance de l'école de Manchester. Selon Hobhouse, cette fidélité a été bonne au niveau international, plus contestable au niveau social même s'il  su limiter la liberté de contrat. Ce qu'il apprécie surtout chez Gladstone c'est sa force morale. Il tient en haute estime ce qu'il nomme le principe de Gladstone qui veut que « la raison d'État ne justifie rien qui ne puisse être justifié par la conscience humaine ». Il l'oppose au principe, si fréquent à l'époque, de raison d'État affranchie de la morale.
Si, au niveau politique, Gladstone a été le grand homme du libéralisme, au niveau de la pensée, le grand homme de la période c'est John Stuart Mill. Ce que Hobhouse retient de ce philosophe et économiste c'est le refus des expédients, la volonté de montrer que « le bien-être permanent est borné par les droits des individus » ; l'accent mis sur « les forces morales et spirituelles qui déterminent la vie en société », la recherche de la vérité comme un bien en lui-même (« il y a un élément de valeur positive dans l'erreur honnête qui la place au-dessus de la vérité acceptée mécaniquement »), la question de la transmission de la vérité « cette vérité doit être communiquée aux autres non pas par des moyens matériels mais par des moyens spirituels » ce qui amène à refuser la contrainte et la tentation d'"acheter" le consentement car, ces moyens « ne détruisent pas seulement les fruits mais les racines même de la vérité qui germent dans l'âme humaine ».

#### Le cœur du libéralisme
Pour lui, le cœur du libéralisme est d'abord du côté spirituel appuyé sur des mécanismes qui doivent venir en soutien. « Le cœur du libéralisme est la compréhension que le progrès n'est pas une question de combinaison mécanique, mais de libération de l'énergie spirituelle vivante. Le bon mécanisme est celui qui peut apporter des canaux par lesquels cette énergie peut s'écouler sans entrave, sans être bloquée par sa propre exubérance de sortie, vivifiant la structure sociale, accroissant et ennoblissant la vie de l'esprit ».
Deux points sont à souligner. D'une part, pour lui, le libéralisme n'est pas simple acceptation de toutes les opinions mais est ancré dans la notion de vérité. Faisant référence à Gamaliel l'Ancien un des enseignants de l'apôtre Paul, il note si une « chose est de l'homme, i.e, si ce n'est pas enraciné dans la vérité, cela n'aboutira à rien. Si cela vient de Dieu, prenons garde de ne pas nous trouver à combattre contre Dieu ».
D'autre part, son architectonique du libéralisme repose sur une conception organique de la société, « une conception vers laquelle Mill a travaillé durant toute sa carrière et qui forme le point de départ de la philosophie de T.H. Green en éthique et en politique ». Pour éviter les confusions sur le mot organique, il précise « une chose est appelée organique quand elle est faite de parts qui sont tout à fait distinctes les unes des autres, mais qui sont détruites ou vitalement altérées quand elles sont enlevées de l'ensemble ». Pour lui, dans la théorie libérale le point cardinal est la question des droits et des devoirs. Or, nos droits et nos devoirs doivent avoir un rapport au bien commun (common good). Reprenant Thomas Hill Green, il note que l'être humain « trouve son propre bien dans le bien commun ». À ce point du livre, il introduit la notion de spectateur impartial que l'on trouve aussi dans la Théorie des sentiments moraux de Adam Smith. L'idée est la suivante : si j'émets une revendication pour un droit, cette revendication ne sera légitime que si ses conséquences sur les autres ne la délégitime pas aux yeux du spectateur impartial.
Pour Hobhouse, il n'y a pas une harmonie naturelle comme dans le libéralisme classique, qu'on peut atteindre par « la prudence et la froideur de jugement » mais « seulement… une possible harmonie éthique, que, en partie par la discipline, en partie par l'amélioration des conditions de vie, les hommes peuvent atteindre, et c'est dans cette réalisation réside l'idéal social ».

#### État et individu
L'État peut intervenir à travers  des actions collectives qui n'impliquent pas une coercition (hôpitaux, parcs, etc.) et à travers des actions coercitives. Dans ce cas, ses actions doivent avoir pour finalité d'éviter la coercition exercée par des individus et/ ou par des associations comme c'est le cas, par exemple, lorsque l'État assure la sécurité des personnes et des propriétés. Pour lui « comme la contrainte échoue dans la sphère de la liberté, la sphère de la croissance spirituelle, de même, la liberté échoue dans tout ordre extérieur par la simple absence de restriction de contrôle les hommes sont directement ou indirectement capables d'établir des contraintes sur les autres ». « La liberté et la contrainte ont des fonctions complémentaires, et l'État qui se gouverne lui-même (self-governing State) est à la fois le produit et la condition d'un individu qui se gouverne lui-même (self-governing individual) ». En particulier, en économie l'État doit surveiller la liberté des contrats de façon à éviter les abus, il doit aussi, de façon plus générale, veiller sur la machinerie économique. En effet, un individu seul n'est pas en mesure de procéder aux réglages des structures économiques qui permettraient à un individu normal de pourvoir à ses besoins. Reprenant des études faites par Booth à Londres et par Rowentree à York, il montre qu'en Angleterre, de son temps de très nombreuses personnes ne pouvaient pas vivre décemment et que donc, des aménagements structurels étaient nécessaires.

#### Le libéralisme économique
Hobhouse consacre le chapitre 8 de son livre Liberalism à ce sujet. Il commence ce chapitre en se démarquant de deux autres courants : le Socialisme mécanique, c'est ainsi qu'il nomme le marxisme et le  Socialisme officiel comme il nomme le socialisme de la Fabian Society. Au premier, il reproche de supposer la lutte des classes et de vouloir construire une utopie ce qui pour lui n'est pas une saine façon de concevoir la méthode scientifique. À la Fabian Society, il reproche de voir l'humanité comme faible et devant être soumise à des êtres supérieurs. Critiquant au passage Herbert George Wells et son idée de classe des samouraïs, il pointe que leur conception n'est ni démocratique, ni favorable à la liberté.
Face, à eux, il estime qu'un socialisme libéral doit remplir deux conditions. D'abord, il doit être démocratique et venir de dessous et non de dessus ; « il doit émerger de la société comme un tout pour assurer une pleine mesure de justice et une meilleure organisation de l'aide mutuelle ». D'autre part, il doit tenir compte de l'être humain et « doit donner à l'homme moyen le libre jeu dont il a besoin dans sa vie personnelle ». Aussi, pour lui, l'État doit à la fois s'assurer que les hommes puissent participer à la production et d'autre part, qu'ils puissent bénéficier de l'accès aux biens communs.
Il est pour l'adoption de mesures de redistribution (retraites, assurance maladie) et à appuyer les gouvernements libéraux anglais qui ont introduit entre 1906 et 1910 des lois sociales. Sur ces points, comme plus tard William Beveridge, il est pour des systèmes d'État car il s'agit d'éviter la charité et de reconnaître des droits.
Concernant la propriété elle ne constitue pas pour lui un absolu car elle a une base sociale et est donc contingente à la société dans laquelle elle s'inscrit. Il soutient qu'un homme qui amasse une grande fortune le doit certes à ses efforts, mais, il ne doit pas oublier qu'il le doit aussi à la société dans son ensemble qui par ses lois, ses institutions a rendu possible son enrichissement. Aussi, il se prononce à la fois pour un impôt sur l'héritage qui est pour lui un revenu non gagné, comme il se prononce pour des impôts sur les très gros revenus. Par ailleurs, il estime qu'on doit lutter contre la spéculation.
D'une manière générale, selon lui, le libéralisme économique doit éviter de confondre liberté et concurrence.

#### Libéralisme et démocratie
La démocratie est, selon lui, la base nécessaire de l'idée libérale. Elle repose sur le droit et l'intérêt privé mais aussi sur le fait que les individus sont également membres de la société. Elle est basée sur le bien commun qui découle de la volonté commune. Ici, une justification métaphysique de la volonté commune ne l'intéresse pas, et il préfère faire l'hypothèse qu'il n'existe pas de volonté commune. Dans ce cas, pour lui, il faut  que ceux qui ont le sens des valeurs sociales essayent de former une opinion publique. Il y a ici comme l'annonce du livre de Walter Lippmann Public opinion. Cette idée d'une sorte d'« avant-garde », pourrait amener à l'idée de la Fabian Society d'un gouvernement d'experts. Ce n'est pas le cas. En effet, en conformité avec son éthique que nous avons exposée plus haut, pour lui l'important est de participer. Il écrit à ce propos, « cependant, l'individu contribue à la volonté sociale à des degrés divers, car la thèse démocratique est que la formation d'une telle volonté, que l'extension de l'intérêt intelligent à tous les aspects des choses publiques est en lui-même un bien, et plus que cela, c'est la condition permettant d'autres bonnes choses. »

## Publications
- (en) Labour Movement, 1893.
- (en) Theory of Knowledge : A Contribution to Some Problems of Logic and Metaphysics, 1896.
- (en) Mind in Evolution, 1901.
- (en) Democracy and Reaction, 1905.
- (en) Morals in Evolution : A Study in Comparative Ethics, 1906.
- (en) Liberalism, 1911.
- (en) Social Evolution and Political Theory, 1911.
- (en) Development and Purpose, 1913.
- (en) The Material Culture and Social Institutions of the Simpler Peoples, 1915.
- (en) The Metaphysical Theory of the State: A Criticism, 1918.
- (en) The Rational Good: A Study in the Logic of Practice, 1921.
- (en) The Elements of Social Justice, 1922.
- (en) Social Development: Its Nature and Conditions, 1924.
- (en) Sociology and Philosophy : A Centenary Collection of Essays and Articles, 1966.